# District de Davanagere
Le district de Davanagere (kannada : ದಾವಣಗೆರೆ ಜಿಲ್ಲೆ, hindi : दवाणगेरे जिला) est un district  de l'état du Karnataka, en Inde.

## Géographie
Au recensement de 2011, sa population est de 1 945 497 habitants pour une superficie de 5 924 km2.
Son chef-lieu est la ville de Davanagere.